# West Coker
West Coker est une paroisse civile et un village du Somerset, en Angleterre.